# Harrodsburg
Harrodsburg – miasto w hrabstwie Mercer, w stanie Kentucky, w Stanach Zjednoczonych, położone ok. 100 km na południowy wschód od Louisville i ok. 50 km na południe od stolicy stanu, Frankfortu. W 2010 roku miasto liczyło 8340 mieszkańców. 
Miasto zostało założone w 1774 roku i jest najstarszym miastem na terenie stanu Kentucky. Była to pierwsza stała osada założona przez Brytyjczyków na zachód od Alleghenów.